# SUZUKI Drive ON
『SUZUKI Drive ON』（スズキ・ドライブ・オン）は、2004年8月7日から2005年3月26日までエフエム山口 (FMY) で放送されていたラジオ番組である。
2004年7月まで同局で放送されていた『SUZUKI COCO PARTY』の改題リニューアル版で、同様に自動車関連の情報を取り上げていた。パーソナリティは、改題前からの継続出演者であるBB金光とシリーズ新規の参入者である津山菜穂子が務めていた。
放送時間は毎週土曜 12:30 - 12:55（日本標準時）。改題前と同様に収録放送を基本とし、放送3日前の水曜日に取材収録を行っていた。また、引き続きスズキ自販山口の一社提供で放送されていた。